# Siège de Salé (1660-1664)
Ne doit pas être confondu avec Bombardement de Salé.
Pour les articles homonymes, voir Bataille de Salé.
Le siège de Salé, est un siège qui a lieu entre 1660-1664, et oppose l'armée du raïs Khadir Ghaïlan, aux Dilaïtes contrôlant la République du Bouregreg,.
Il commence lorsque Khadir Ghaïlan, en guerre depuis un moment face aux Dilaïtes, s'attaquent à eux et tentent de s'emparer de la République du Bouregreg,.
Le long siège prend fin après quatre longues années, et se solde par la prise de la République du Bouregreg, par Khadir Ghaïlan,.

## Sources

### Sources bibliographiques
1. 1 2 3  Coindreau 2006, p. 53
2. 1 2 3  Maziane 2007, p. 238

### Francophone
- Roger Coindreau (préf. Mohamed Zniber), Les Corsaires de Salé, La Croisée des chemins, 2006, 2e éd. (1re éd. 1948) [détail des éditions] [lire en ligne]
- Leïla Maziane (préf. André Zysberg), Salé et ses corsaires, 1666-1727 : un port de course marocain au XVIIe siècle, Caen/Mont-Saint-Aignan/Caen, Publication Université de Rouen Havre, 2007, 362 p. (ISBN 978-2-84133-282-3, lire en ligne)